# 默森

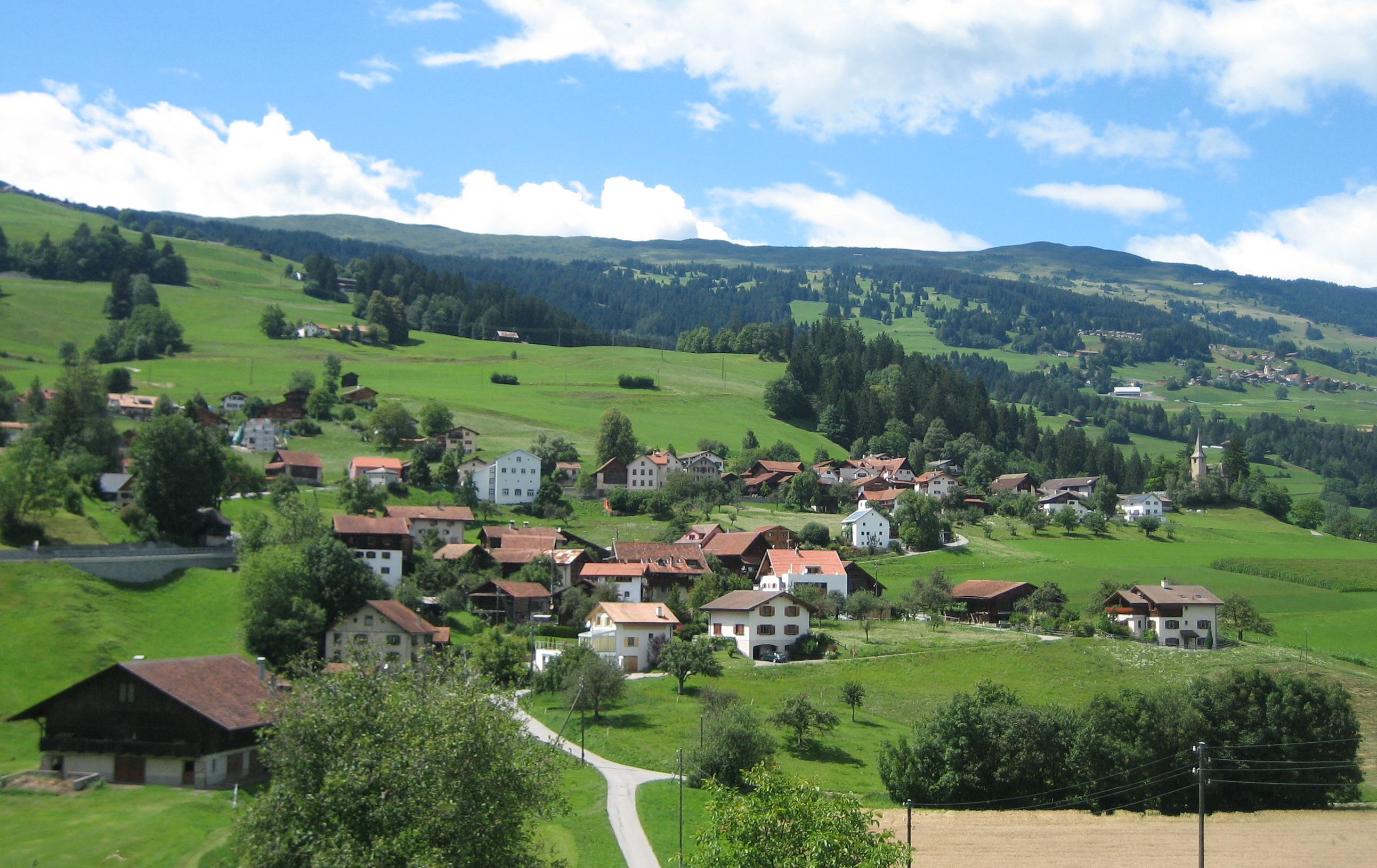

默森是瑞士的城鎮，位於該國東部圖西斯以西，由格勞賓登州負責管轄，面積4.2平方公里，海拔高度865米，2011年人口412，人口密度每平方公里98人。

## 外部連結
- Official Web site（页面存档备份，存于）